# ニキータ・ロマノフ
ニキータ・イヴァノヴィチ・ロマノフ（Никита Иванович Романов / Nikita Ivanovich Romanov, 1607年頃 - 1654年12月21日）は、イヴァン・ニキーチチ・ロマノフの長男、ツァーリ・ミハイルの従弟。非王朝系のロマノフ家最後の人物。
ニキータは有名な反逆者であり、叔父（ミハイルの父）のモスクワ総主教フィラレートから何度も非難されていた。アダム・オレアリウスによれば、ニキータは外国の音楽を好み、西欧の衣服を着て髭をそり、また召使にも西欧風のお仕着せを着けさせたという。